# Pastisseria Miquel
La Pastisseria Miquel és un comerç emblemàtic d'Ocata (El Masnou), situat al carrer Pere Grau 59, dedicat a la rebosteria tradicional.

## Especialitats
És conegut, entre d'altres, per les seves postres tradicionals, les Masnovines i el torró d'Ocata.

## Història
Va ser fundada per Joan Pagés i Oliver (el Masnou, 1882-1964). Després d'alguns relleus generacionals, l'any 1973 el negoci va ser inscrit com a Pastisseria Miquel per Miquel Garolera que es va fer càrrec del negoci.